# Anello degli interi
In matematica, l'anello degli interi di un campo di numeri algebrico {\displaystyle K} è l'anello di tutti gli elementi interi contenuti in {\displaystyle K.} Un elemento intero è una radice di un polinomio monico con coefficienti interi {\displaystyle x^{n}+c_{n-1}x^{n-1}+\ldots +c_{0}.} Questo anello è spesso indicato con {\displaystyle {\mathcal {O}}_{K}.} Poiché ogni numero intero appartiene a {\displaystyle K} ed è un elemento intero di {\displaystyle K,} l'anello {\displaystyle \mathbb {Z} } è sempre un sottoanello di {\displaystyle {\mathcal {O}}_{K}.}
L'anello dei numeri interi {\displaystyle \mathbb {Z} } è l'anello degli interi più semplice possibile. Cioè {\displaystyle \mathbb {Z} ={\mathcal {O}}_{\mathbb {Q} }} dove {\displaystyle \mathbb {Q} } è il campo dei numeri razionali. In teoria algebrica dei numeri gli elementi di {\displaystyle \mathbb {Z} } sono spesso chiamati "interi razionali" per questo motivo.
Il secondo esempio più semplice è l'anello degli interi gaussiani {\displaystyle \mathbb {Z} [i],} costituito da numeri complessi le cui parti reali e immaginarie sono numeri interi. È l'anello degli interi nel campo di numeri {\displaystyle \mathbb {Q} (i)} dei numeri complessi le cui parti reali e immaginarie sono numeri razionali. Come gli interi razionali, è un dominio euclideo.
L'anello degli interi di un campo di numeri algebrico è l'unico ordine massimo nel campo. È sempre un dominio di Dedekind.

## Proprietà
L'anello degli interi {\displaystyle {\mathcal {O}}_{K}} è uno {\displaystyle \mathbb {Z} }-modulo finitamente generato. Infatti, è uno {\displaystyle \mathbb {Z} }-modulo libero e quindi ha una base intera, cioè una base {\displaystyle b_{1},\ldots ,b_{n}\in {\mathcal {O}}_{K}} del {\displaystyle \mathbb {Q} }-spazio vettoriale {\displaystyle K} tale che ogni elemento {\displaystyle x\in {\mathcal {O}}_{K}} può essere rappresentato in modo unico come
{\displaystyle x=\sum _{i=1}^{n}a_{i}b_{i},}
con {\displaystyle a_{i}\in \mathbb {Z} .} Il rango {\displaystyle n} di {\displaystyle {\mathcal {O}}_{K}} come {\displaystyle \mathbb {Z} }-modulo libero è uguale al grado di {\displaystyle K} su {\displaystyle \mathbb {Q} .}

## Esempi

### Estensioni ciclotomiche
Sia {\displaystyle p} un numero primo, {\displaystyle \zeta } una radice {\displaystyle p}-esima dell'unità e {\displaystyle K=\mathbb {Q} (\zeta )} il corrispondente campo ciclotomico. Allora una base intera di {\displaystyle O_{K}=\mathbb {Z} [\zeta ]} è data da {\displaystyle \{1,\zeta ,\zeta ^{2},\ldots ,\zeta ^{p-2}\}.}

### Estensioni quadratiche
Se {\displaystyle d} è un intero privo di quadrati e {\displaystyle K=\mathbb {Q} ({\sqrt {d}})} è il campo quadratico corrispondente, allora {\displaystyle {\mathcal {O}}_{K}} è un anello di numeri interi quadratici e una sua base intera è data da {\displaystyle \{1,(1+{\sqrt {d}})/2\}} se {\displaystyle d\equiv 1{\pmod {4}}} e da {\displaystyle \{1,{\sqrt {d}}\}} se {\displaystyle d\equiv 2,3{\pmod {4}}.} Questo può essere determinato calcolando il polinomio minimo di un elemento arbitrario {\displaystyle a+b{\sqrt {d}}\in \mathbf {Q} ({\sqrt {d}})} dove {\displaystyle a,b\in \mathbf {Z} .}

## Struttura moltiplicativa
In un anello degli interi, ogni elemento ha una fattorizzazione in elementi irriducibili, ma l'anello non ha necessariamente la proprietà della fattorizzazione unica: per esempio, nell'anello degli interi {\displaystyle \mathbb {Z} [{\sqrt {-5}}],} l'elemento 6 ha due fattorizzazioni differenti in irriducibili:
{\displaystyle 6=2\cdot 3=(1+{\sqrt {-5}})(1-{\sqrt {-5}}).}
Un anello degli interi è sempre un dominio di Dedekind e quindi ha una fattorizzazione unica degli ideali in ideali primi.
Le unità di un anello degli interi {\displaystyle {\mathcal {O}}_{K}} con la moltiplicazione formano un gruppo abeliano finitamente generato per il teorema delle unità di Dirichlet. Il sottogruppo di torsione è costituito dalle radici dell'unità di {\displaystyle K.} Un insieme di generatori senza torsione è chiamato un insieme di unità fondamentali.

## Generalizzazione
Si definisce l'anello degli interi di un campo locale non archimedeo {\displaystyle F} come l'insieme di tutti gli elementi di {\displaystyle F} con valore assoluto minore o uguale a 1. Questo è un anello per la disuguaglianza triangolare forte. Se {\displaystyle F} è il completamento di un campo di numeri algebrico, il suo anello degli interi è il completamento dell'anello degli interi di quest'ultimo. L'anello degli interi di un campo di numeri algebrico può essere caratterizzato come l'anello formato dagli elementi che sono interi in ogni completamento non archimedeo.
Ad esempio, gli interi {\displaystyle p}-adici {\displaystyle \mathbb {Z} _{p}} sono l'anello degli interi del campo dei numeri {\displaystyle p}-adici {\displaystyle \mathbb {Q} _{p}.}